# Рейтинг українських ЗВО «Компас»
Рейтинг українських ЗВО «Компас» був ініційований Компанією «Систем кепітал менеджмент» (СКМ) і Благодійним фондом Ріната Ахметова «Розвиток України» (БФРУ) у рамках програми «Сучасна освіта». Ідея проєкту також знайшла підтримку з боку Всесвітнього Банку (World Bank) та інших українських і міжнародних організацій.
Рейтинг ЗВО «Компас» став першим загальнонаціональним рейтингом, що відображає оцінку якості освіти випускниками й потенційними роботодавцями.
Проєкт спрямований на визначення ЗВО, навчання в які має найбільшу практичну цінність і відповідає вимогам реального сектора економіки, а також гарантує випускникам надійні перспективи працевлаштування.
У рамках проєкту перед рейтингом ЗВО «Компас» поставлені такі завдання:
- стимулювати підвищення якості освітніх послуг із погляду досягнення результату (працевлаштування випускників);
- мотивувати ЗВО до оцінки затребуваності їхніх послуг роботодавцями й конкурентоспроможності надаваної ними освіти на ринку праці України;
- як наслідок — підвищити ефективність взаємодії роботодавців і ЗВО, як це прийнято у світовій практиці;
- аналізувати особливості навчального процесу й організації практики українськими ЗВО.

Невід'ємною частиною проєкту є широке інформування громадськості, учасників процесу навчання (студентів), споживачів освітніх послуг (абітурієнтів і їхніх батьків, роботодавців) і представників ЗВО (адміністрація, викладацький склад) про ступінь відповідності освітніх послуг потребам ринку праці й про загальну оцінку ЗВО випускниками та роботодавцями.
Кінцева мета проєкту — створення рейтингу ЗВО України, спрямованого на об'єктивну й прозору оцінку:
- практичної цінності послуг вищої освіти для студентів;
- відповідності освітніх послуг вимогам реального сектора економіки;
- надання випускникам надійних перспектив працевлаштування після закінчення навчання.

Методологічну й дослідницько-аналітичну роботу в рамках рейтингу виконує Київський міжнародний інститут соціології.
Необхідний рівень прозорості рейтингу і його відповідність міжнародній практиці забезпечує Експертна рада проєкту.